# Саркырама (Сарыагашский район)
Саркырама (каз. Сарқырама, до 2008 г. — Красный Водопад) — аул в Сарыагашском районе Туркестанской области Казахстана. Входит в состав Жибекжолинского сельского округа. Код КАТО — 515461600.

## Население
В 1999 году население аула составляло 563 человека (268 мужчин и 295 женщин). По данным переписи 2009 года, в ауле проживали 874 человека (419 мужчин и 455 женщин).